# Tercera División de España 1962-63
La temporada 1962–63 de la Tercera División de España de fútbol corresponde a la 26ª edición del campeonato y se disputó entre el 16 de septiembre de 1962 y el 19 de junio de 1963.

## Sistema de competición
La Tercera División de España 1962-63 fue organizada por la Federación Española de Fútbol (RFEF).
El campeonato contó con la participación de 217 clubes divididos en catorce grupos. La competición siguió un sistema de liga, de modo que los equipos de cada grupo se enfrentaron entre sí, todos contra todos en dos ocasiones -una en campo propio y otra en campo contrario- sumando un total de treinta jornadas. El orden de los encuentros se decidió por sorteo antes de empezar la competición.
Se estableció una clasificación con arreglo a los puntos obtenidos en cada enfrentamiento, a razón de dos por partido ganado, uno por empatado y ninguno en caso de derrota. En caso de empate a puntos entre dos o más clubes en la clasificación, se tuvo en cuenta el mayor cociente de goles. 
Los primeros clasificados de cada grupo disputaron la Fase de Ascenso en sistema de eliminatorias a doble partido a partir de octavos de final. Los cuatro vencedores de los cuartos de final ascendieron a Segunda División.
Los segundos clasificados de cada grupo disputaron la Promoción de Ascenso en sistema de eliminatorias a doble partido a partir de octavos de final. Los cuatro vencedores de los cuartos de final se enfrentaron en otra eliminatoria a los decimoterceros y decimocuartos clasificados de los dos grupos de Segunda División para decidir ascenso o permanencia según el caso.
En todos los grupos hubo descensos directos a categoría regional.

## Clasificaciones

### Grupo I
| Pos. | Equipo                    | Pts. | PJ | G  | E | P  | GF | GC | Dif. | Clasificación                                            |
| ---- | ------------------------- | ---- | -- | -- | - | -- | -- | -- | ---- | -------------------------------------------------------- |
| 1    | Club Ferrol               | 53   | 30 | 25 | 3 | 2  | 92 | 21 | +71  | Acceso a Promoción de ascenso para campeones de grupo    |
| 2    | C. D. Lugo                | 47   | 30 | 21 | 5 | 4  | 71 | 20 | +51  | Acceso a Promoción de ascenso para subcampeones de grupo |
| 3    | A. D. Couto               | 36   | 30 | 15 | 6 | 9  | 55 | 37 | +18  |                                                          |
| 4    | Turista S. C.             | 34   | 30 | 13 | 8 | 9  | 41 | 35 | +6   |                                                          |
| 5    | Alondras C. F.            | 34   | 30 | 13 | 8 | 9  | 58 | 42 | +16  |                                                          |
| 6    | Arosa S. C.               | 34   | 30 | 15 | 4 | 11 | 53 | 48 | +5   |                                                          |
| 7    | Club Bueu S. D.           | 30   | 30 | 12 | 6 | 12 | 39 | 45 | −6   |                                                          |
| 8    | Fabril S. D.              | 29   | 30 | 12 | 5 | 13 | 39 | 34 | +5   |                                                          |
| 9    | Club Lemos                | 28   | 30 | 10 | 8 | 12 | 40 | 36 | +4   |                                                          |
| 10   | Arsenal C. F.             | 27   | 30 | 11 | 5 | 14 | 48 | 42 | +6   |                                                          |
| 11   | Club Gran Peña            | 26   | 30 | 11 | 4 | 15 | 46 | 55 | −9   |                                                          |
| 12   | Marín C. F.               | 24   | 30 | 8  | 8 | 14 | 33 | 53 | −20  |                                                          |
| 13   | Corujo C. F.              | 23   | 30 | 8  | 7 | 15 | 35 | 42 | −7   |                                                          |
| 14   | C. D. Foz                 | 21   | 30 | 8  | 5 | 17 | 30 | 76 | −46  |                                                          |
| 15   | Vivero C. F. (D)          | 19   | 30 | 6  | 7 | 17 | 25 | 64 | −39  | Descenso a Categoría Regional                            |
| 16   | Club Zeltia Deportivo (D) | 13   | 30 | 5  | 5 | 20 | 33 | 76 | −43  | Descenso a Categoría Regional                            |

 Fuente: Fútbol Regional

### Grupo II
| Pos. | Equipo                    | Pts. | PJ | G  | E  | P  | GF | GC | Dif. | Clasificación                                            |
| ---- | ------------------------- | ---- | -- | -- | -- | -- | -- | -- | ---- | -------------------------------------------------------- |
| 1    | Caudal Deportivo          | 44   | 30 | 19 | 6  | 5  | 50 | 23 | +27  | Acceso a Promoción de ascenso para campeones de grupo    |
| 2    | C. D. Llaranes            | 40   | 30 | 16 | 8  | 6  | 60 | 32 | +28  | Acceso a Promoción de ascenso para subcampeones de grupo |
| 3    | Real Avilés C. F.         | 37   | 30 | 17 | 3  | 10 | 61 | 30 | +31  |                                                          |
| 4    | S. D. Vetusta             | 36   | 30 | 14 | 8  | 8  | 61 | 31 | +30  |                                                          |
| 5    | U. D. El Entrego (D)      | 36   | 30 | 16 | 4  | 10 | 44 | 37 | +7   | Descenso a Categoría Regional                            |
| 6    | Club Siero                | 31   | 30 | 12 | 7  | 11 | 55 | 52 | +3   |                                                          |
| 7    | Pelayo C. F.              | 31   | 30 | 12 | 7  | 11 | 46 | 45 | +1   |                                                          |
| 8    | S. D. La Camocha          | 31   | 30 | 11 | 9  | 10 | 45 | 34 | +11  |                                                          |
| 9    | Club Calzada              | 31   | 30 | 12 | 7  | 11 | 43 | 47 | −4   |                                                          |
| 10   | Santiago de Aller C. F.   | 31   | 30 | 10 | 11 | 9  | 39 | 47 | −8   |                                                          |
| 11   | C. D. San Martín          | 27   | 30 | 12 | 3  | 15 | 48 | 52 | −4   |                                                          |
| 12   | Luarca C. F.              | 25   | 30 | 11 | 3  | 16 | 43 | 45 | −2   |                                                          |
| 13   | C. D. Turón               | 25   | 30 | 10 | 5  | 15 | 23 | 41 | −18  |                                                          |
| 14   | Candás C. F.              | 24   | 30 | 9  | 6  | 15 | 32 | 53 | −21  |                                                          |
| 15   | Club Marino de Luanco (D) | 23   | 30 | 10 | 3  | 17 | 28 | 47 | −19  | Descenso a Categoría Regional                            |
| 16   | C. D. Lieres (D)          | 8    | 30 | 3  | 2  | 25 | 29 | 91 | −62  | Descenso a Categoría Regional                            |

 Fuente: Fútbol Regional
Notas:
1. ↑  La U. D. El Entrego dejó de competir por problemas económicos.

### Grupo III
| Pos. | Equipo                       | Pts. | PJ | G  | E  | P  | GF | GC | Dif. | Clasificación                                            |
| ---- | ---------------------------- | ---- | -- | -- | -- | -- | -- | -- | ---- | -------------------------------------------------------- |
| 1    | C. D. Baracaldo Altos Hornos | 42   | 30 | 17 | 8  | 5  | 58 | 26 | +32  | Acceso a Promoción de ascenso para campeones de grupo    |
| 2    | Arenas Club                  | 39   | 30 | 14 | 11 | 5  | 53 | 28 | +25  | Acceso a Promoción de ascenso para subcampeones de grupo |
| 3    | S. D. Amorebieta             | 38   | 30 | 15 | 8  | 7  | 76 | 42 | +34  |                                                          |
| 4    | C. D. Santurce               | 36   | 30 | 16 | 4  | 10 | 64 | 40 | +24  |                                                          |
| 5    | Club Sestao                  | 36   | 30 | 15 | 6  | 9  | 67 | 41 | +26  |                                                          |
| 6    | C. D. Galdácano              | 34   | 30 | 15 | 4  | 11 | 44 | 33 | +11  |                                                          |
| 7    | S. D. Rayo Cantabria         | 34   | 30 | 14 | 6  | 10 | 60 | 46 | +14  |                                                          |
| 8    | C. D. Guecho                 | 33   | 30 | 15 | 3  | 12 | 56 | 57 | −1   |                                                          |
| 9    | Gimnástica de Torrelavega    | 32   | 30 | 12 | 8  | 10 | 50 | 46 | +4   |                                                          |
| 10   | Club Erandio                 | 29   | 30 | 12 | 5  | 13 | 62 | 55 | +7   |                                                          |
| 11   | Cultural Guarnizo            | 25   | 30 | 9  | 7  | 14 | 46 | 62 | −16  |                                                          |
| 12   | C. D. Naval                  | 25   | 30 | 9  | 7  | 14 | 28 | 55 | −27  |                                                          |
| 13   | C. D. Laredo (D)             | 24   | 30 | 10 | 4  | 16 | 36 | 49 | −13  | Descenso a Categoría Regional                            |
| 14   | S. D. Deusto-Universidad (D) | 22   | 30 | 9  | 4  | 17 | 49 | 76 | −27  | Descenso a Categoría Regional                            |
| 15   | Santoña C. F. (D)            | 18   | 30 | 7  | 4  | 19 | 39 | 77 | −38  | Descenso a Categoría Regional                            |
| 16   | C. D. Larramendi (D)         | 13   | 30 | 5  | 3  | 22 | 28 | 83 | −55  | Descenso a Categoría Regional                            |

 Fuente: Fútbol Regional

### Grupo IV
| Pos. | Equipo                | Pts. | PJ | G  | E | P  | GF | GC | Dif. | Clasificación                                            |
| ---- | --------------------- | ---- | -- | -- | - | -- | -- | -- | ---- | -------------------------------------------------------- |
| 1    | S. D. Eibar           | 51   | 32 | 23 | 5 | 4  | 78 | 34 | +44  | Acceso a Promoción de ascenso para campeones de grupo    |
| 2    | Real Unión de Irún    | 46   | 32 | 20 | 6 | 6  | 75 | 32 | +43  | Acceso a Promoción de ascenso para subcampeones de grupo |
| 3    | C. D. Logroñés        | 43   | 32 | 18 | 7 | 7  | 61 | 36 | +25  |                                                          |
| 4    | J. D. Mondragón       | 43   | 32 | 18 | 7 | 7  | 77 | 48 | +29  |                                                          |
| 5    | C. D. Mirandés        | 42   | 32 | 18 | 6 | 8  | 69 | 42 | +27  |                                                          |
| 6    | C. Osasuna-Chantrea   | 34   | 32 | 13 | 8 | 11 | 51 | 48 | +3   |                                                          |
| 7    | C. D. Alfaro          | 34   | 32 | 14 | 6 | 12 | 50 | 44 | +6   |                                                          |
| 8    | C. D. Touring         | 31   | 32 | 11 | 9 | 12 | 54 | 63 | −9   |                                                          |
| 9    | San Sebastián C. F.   | 31   | 32 | 12 | 7 | 13 | 58 | 49 | +9   |                                                          |
| 10   | C. D. Iruña           | 30   | 32 | 11 | 8 | 13 | 50 | 51 | −1   |                                                          |
| 11   | S. D. Euskalduna      | 29   | 32 | 11 | 7 | 14 | 50 | 46 | +4   |                                                          |
| 12   | Tolosa C. F.          | 26   | 32 | 11 | 4 | 17 | 46 | 70 | −24  |                                                          |
| 13   | C. D. Azcoyen         | 24   | 32 | 10 | 4 | 18 | 38 | 64 | −26  | Acceso a Promoción de permanencia                        |
| 14   | S. D. Beasain         | 23   | 32 | 9  | 5 | 18 | 44 | 84 | −40  | Acceso a Promoción de permanencia                        |
| 15   | Villafranca U. C. (D) | 21   | 32 | 8  | 7 | 17 | 47 | 71 | −24  | Descenso a Categoría Regional                            |
| 16   | C. D. Vergara (D)     | 21   | 32 | 9  | 5 | 18 | 43 | 61 | −18  | Descenso a Categoría Regional                            |
| 17   | C. D. Vitoria (D)     | 11   | 32 | 2  | 7 | 23 | 30 | 78 | −48  | Descenso a Categoría Regional                            |

 Fuente: Fútbol Regional

### Grupo V
| Pos. | Equipo                     | Pts. | PJ | G  | E | P  | GF | GC | Dif. | Clasificación                                            |
| ---- | -------------------------- | ---- | -- | -- | - | -- | -- | -- | ---- | -------------------------------------------------------- |
| 1    | C. D. Numancia             | 50   | 28 | 24 | 2 | 2  | 93 | 22 | +71  | Acceso a Promoción de ascenso para campeones de grupo    |
| 2    | S. D. Huesca               | 39   | 28 | 17 | 5 | 6  | 59 | 40 | +19  | Acceso a Promoción de ascenso para subcampeones de grupo |
| 3    | C. D. Ejea                 | 36   | 28 | 17 | 2 | 9  | 63 | 41 | +22  |                                                          |
| 4    | C. D. Calatayud            | 34   | 28 | 16 | 2 | 10 | 61 | 50 | +11  |                                                          |
| 5    | A. C. D. Tarazona          | 34   | 28 | 16 | 2 | 10 | 53 | 44 | +9   |                                                          |
| 6    | U. D. Amistad              | 33   | 28 | 15 | 3 | 10 | 61 | 42 | +19  |                                                          |
| 7    | C. D. Calvo Sotelo Andorra | 32   | 28 | 15 | 2 | 11 | 61 | 33 | +28  |                                                          |
| 8    | C. D. Caspe                | 28   | 28 | 13 | 2 | 13 | 49 | 50 | −1   |                                                          |
| 9    | C. D. Mequinenza           | 24   | 28 | 10 | 4 | 14 | 57 | 74 | −17  |                                                          |
| 10   | C. D. Teruel               | 23   | 28 | 10 | 3 | 15 | 46 | 58 | −12  |                                                          |
| 11   | Atlético de Monzón         | 22   | 28 | 7  | 8 | 13 | 39 | 59 | −20  |                                                          |
| 12   | A. D. Sabiñánigo           | 20   | 28 | 8  | 4 | 16 | 49 | 82 | −33  |                                                          |
| 13   | U. D. Barbastro            | 18   | 28 | 8  | 4 | 16 | 46 | 52 | −6   |                                                          |
| 14   | Arenas S. D.               | 14   | 28 | 5  | 4 | 19 | 32 | 71 | −39  |                                                          |
| 15   | Alcañiz C. F.              | 11   | 28 | 4  | 3 | 21 | 24 | 75 | −51  |                                                          |

 Fuente: Fútbol Regional

### Grupo VI
| Pos. | Equipo                   | Pts. | PJ | G  | E | P  | GF | GC  | Dif. | Clasificación                                            |
| ---- | ------------------------ | ---- | -- | -- | - | -- | -- | --- | ---- | -------------------------------------------------------- |
| 1    | C. D. Fabra y Coats      | 44   | 30 | 19 | 6 | 5  | 80 | 35  | +45  | Acceso a Promoción de ascenso para campeones de grupo    |
| 2    | C. F. Badalona           | 42   | 30 | 18 | 6 | 6  | 88 | 53  | +35  | Acceso a Promoción de ascenso para subcampeones de grupo |
| 3    | C. D. Mataró             | 40   | 30 | 17 | 6 | 7  | 68 | 51  | +17  |                                                          |
| 4    | Gerona C. F.             | 36   | 30 | 15 | 6 | 9  | 63 | 46  | +17  |                                                          |
| 5    | C. D. Manresa            | 35   | 30 | 14 | 7 | 9  | 57 | 37  | +20  |                                                          |
| 6    | C. D. Puigreig           | 35   | 30 | 13 | 9 | 8  | 58 | 47  | +11  |                                                          |
| 7    | C. D. Granollers         | 34   | 30 | 15 | 4 | 11 | 73 | 62  | +11  |                                                          |
| 8    | C. F. Calella            | 33   | 30 | 13 | 7 | 10 | 60 | 48  | +12  |                                                          |
| 9    | C. D. Tarrasa            | 28   | 30 | 11 | 6 | 13 | 45 | 48  | −3   |                                                          |
| 10   | U. D. Vich               | 28   | 30 | 13 | 2 | 15 | 74 | 70  | +4   |                                                          |
| 11   | C. F. Atlético Gironella | 28   | 30 | 10 | 8 | 12 | 56 | 56  | 0    |                                                          |
| 12   | U. E. Figueras (D)       | 26   | 30 | 9  | 8 | 13 | 52 | 63  | −11  | Descenso a Categoría Regional                            |
| 13   | C. D. Berga (D)          | 25   | 30 | 9  | 7 | 14 | 52 | 75  | −23  | Descenso a Categoría Regional                            |
| 14   | U. D. A. Gramanet (D)    | 23   | 30 | 7  | 9 | 14 | 50 | 83  | −33  | Descenso a Categoría Regional                            |
| 15   | Guixols C. F. (D)        | 17   | 30 | 5  | 7 | 18 | 48 | 75  | −27  | Descenso a Categoría Regional                            |
| 16   | U. D. Artiguense (D)     | 6    | 30 | 1  | 4 | 25 | 34 | 109 | −75  | Descenso a Categoría Regional                            |

 Fuente: Fútbol Regional

### Grupo VII
| Pos. | Equipo                  | Pts. | PJ | G  | E  | P  | GF | GC | Dif. | Clasificación                                            |
| ---- | ----------------------- | ---- | -- | -- | -- | -- | -- | -- | ---- | -------------------------------------------------------- |
| 1    | C. D. Europa            | 46   | 30 | 19 | 8  | 3  | 62 | 21 | +41  | Acceso a Promoción de ascenso para campeones de grupo    |
| 2    | C. D. Hospitalet        | 41   | 30 | 15 | 11 | 4  | 68 | 27 | +41  | Acceso a Promoción de ascenso para subcampeones de grupo |
| 3    | C. D. Condal            | 40   | 30 | 18 | 4  | 8  | 73 | 46 | +27  |                                                          |
| 4    | U. D. Lérida            | 39   | 30 | 17 | 5  | 8  | 78 | 31 | +47  |                                                          |
| 5    | C. D. San Andrés        | 35   | 30 | 16 | 3  | 11 | 59 | 45 | +14  |                                                          |
| 6    | Gimnástico de Tarragona | 35   | 30 | 15 | 5  | 10 | 53 | 41 | +12  |                                                          |
| 7    | U. D. Sans              | 31   | 30 | 11 | 9  | 10 | 44 | 40 | +4   |                                                          |
| 8    | C. F. Reus Deportivo    | 30   | 30 | 13 | 4  | 13 | 43 | 49 | −6   |                                                          |
| 9    | C. F. Villafranca       | 29   | 30 | 12 | 5  | 13 | 51 | 78 | −27  |                                                          |
| 10   | C. D. Tortosa           | 26   | 30 | 10 | 6  | 14 | 52 | 62 | −10  |                                                          |
| 11   | C. F. Villanueva        | 25   | 30 | 12 | 1  | 17 | 44 | 62 | −18  |                                                          |
| 12   | Atlético Iberia (D)     | 24   | 30 | 9  | 6  | 15 | 51 | 58 | −7   | Descenso a Categoría Regional                            |
| 13   | C. F. Igualada (D)      | 24   | 30 | 10 | 4  | 16 | 54 | 75 | −21  | Descenso a Categoría Regional                            |
| 14   | U. D. San Martín (D)    | 20   | 30 | 7  | 6  | 17 | 41 | 72 | −31  | Descenso a Categoría Regional                            |
| 15   | U. D. Pueblo Seco (D)   | 19   | 30 | 6  | 7  | 17 | 41 | 80 | −39  | Descenso a Categoría Regional                            |
| 16   | C. F. Balaguer (D)      | 16   | 30 | 6  | 4  | 20 | 24 | 51 | −27  | Descenso a Categoría Regional                            |

 Fuente: Fútbol Regional

### Grupo VIII
| Pos. | Equipo                      | Pts. | PJ | G  | E | P  | GF | GC | Dif. | Clasificación                                            |
| ---- | --------------------------- | ---- | -- | -- | - | -- | -- | -- | ---- | -------------------------------------------------------- |
| 1    | U. D. Mahón                 | 25   | 16 | 11 | 3 | 2  | 37 | 11 | +26  | Acceso a Promoción de ascenso para campeones de grupo    |
| 2    | C. D. Atlético Ciudadela    | 22   | 16 | 9  | 4 | 3  | 32 | 17 | +15  | Acceso a Promoción de ascenso para subcampeones de grupo |
| 3    | S. D. Ibiza                 | 22   | 16 | 10 | 2 | 4  | 39 | 22 | +17  |                                                          |
| 4    | C. D. Menorca               | 15   | 16 | 7  | 1 | 8  | 31 | 26 | +5   |                                                          |
| 5    | C. D. Manacor               | 13   | 16 | 6  | 4 | 6  | 25 | 19 | +6   |                                                          |
| 6    | C. D. Alayor                | 11   | 16 | 5  | 1 | 10 | 16 | 30 | −14  |                                                          |
| 7    | C. D. Juventud Sallista (D) | 11   | 16 | 4  | 3 | 9  | 16 | 29 | −13  | Descenso a Categoría Regional                            |
| 8    | C. D. Felanich (D)          | 11   | 16 | 3  | 5 | 8  | 20 | 49 | −29  | Descenso a Categoría Regional                            |
| 9    | C. D. Soledad               | 11   | 16 | 4  | 3 | 9  | 21 | 34 | −13  |                                                          |

 Fuente: Fútbol Regional

### Grupo IX
| Pos. | Equipo                   | Pts. | PJ | G  | E  | P  | GF | GC | Dif. | Clasificación                                            |
| ---- | ------------------------ | ---- | -- | -- | -- | -- | -- | -- | ---- | -------------------------------------------------------- |
| 1    | Onteniente C. F.         | 40   | 30 | 15 | 10 | 5  | 57 | 28 | +29  | Acceso a Promoción de ascenso para campeones de grupo    |
| 2    | C. D. Alcoyano           | 40   | 30 | 16 | 8  | 6  | 75 | 37 | +38  | Acceso a Promoción de ascenso para subcampeones de grupo |
| 3    | Atlético Saguntino       | 40   | 30 | 16 | 8  | 6  | 56 | 46 | +10  |                                                          |
| 4    | U. D. Oliva              | 39   | 30 | 16 | 7  | 7  | 65 | 39 | +26  |                                                          |
| 5    | C. F. Gandía             | 36   | 30 | 14 | 8  | 8  | 58 | 43 | +15  |                                                          |
| 6    | C. D. Olímpico de Játiva | 34   | 30 | 15 | 4  | 11 | 61 | 44 | +17  |                                                          |
| 7    | U. D. Carcagente         | 33   | 30 | 13 | 7  | 10 | 52 | 41 | +11  |                                                          |
| 8    | U. D. Canals             | 32   | 30 | 13 | 6  | 11 | 48 | 50 | −2   |                                                          |
| 9    | C. D. Onda               | 31   | 30 | 12 | 7  | 11 | 45 | 46 | −1   |                                                          |
| 10   | C. D. Castellón          | 31   | 30 | 10 | 11 | 9  | 43 | 39 | +4   |                                                          |
| 11   | U. D. Alcira             | 30   | 30 | 12 | 6  | 12 | 61 | 50 | +11  |                                                          |
| 12   | S. D. Sueca              | 26   | 30 | 10 | 6  | 14 | 45 | 50 | −5   |                                                          |
| 13   | C. D. Acero              | 24   | 30 | 9  | 6  | 15 | 40 | 62 | −22  |                                                          |
| 14   | U. D. Tabernes           | 24   | 30 | 8  | 8  | 14 | 40 | 50 | −10  |                                                          |
| 15   | C. F. Cullera            | 14   | 30 | 4  | 6  | 20 | 32 | 69 | −37  |                                                          |
| 16   | C. D. Alcudia (D)        | 6    | 30 | 1  | 4  | 25 | 25 | 99 | −74  | Descenso a Categoría Regional                            |

 Fuente: Fútbol Regional

### Grupo X
| Pos. | Equipo                           | Pts. | PJ | G  | E | P  | GF | GC | Dif. | Clasificación                                            |
| ---- | -------------------------------- | ---- | -- | -- | - | -- | -- | -- | ---- | -------------------------------------------------------- |
| 1    | C. D. Abarán                     | 43   | 30 | 19 | 5 | 6  | 75 | 31 | +44  | Acceso a Promoción de ascenso para campeones de grupo    |
| 2    | Orihuela Deportiva C. F.         | 42   | 30 | 19 | 4 | 7  | 59 | 30 | +29  | Acceso a Promoción de ascenso para subcampeones de grupo |
| 3    | Jumilla C. F.                    | 39   | 30 | 15 | 9 | 6  | 69 | 33 | +36  |                                                          |
| 4    | Albacete Balompié                | 36   | 30 | 15 | 6 | 9  | 60 | 32 | +28  |                                                          |
| 5    | S. D. Almansa                    | 35   | 30 | 15 | 5 | 10 | 50 | 46 | +4   |                                                          |
| 6    | Cieza C. F.                      | 33   | 30 | 13 | 7 | 10 | 52 | 55 | −3   |                                                          |
| 7    | Imperial C. F.                   | 30   | 30 | 14 | 2 | 14 | 55 | 43 | +12  |                                                          |
| 8    | C. D. Lorca                      | 29   | 30 | 12 | 5 | 13 | 46 | 58 | −12  |                                                          |
| 9    | Alicante C. F.                   | 27   | 30 | 10 | 7 | 13 | 47 | 43 | +4   |                                                          |
| 10   | Rayo Ibense C. F.                | 27   | 30 | 12 | 3 | 15 | 51 | 57 | −6   |                                                          |
| 11   | C. D. La Roda                    | 25   | 30 | 9  | 7 | 14 | 44 | 57 | −13  |                                                          |
| 12   | Madrigueras C. F.                | 25   | 30 | 8  | 9 | 13 | 42 | 65 | −23  |                                                          |
| 13   | Monóvar C. D.                    | 25   | 30 | 10 | 5 | 15 | 47 | 74 | −27  |                                                          |
| 14   | Águilas C. F.                    | 23   | 30 | 8  | 7 | 15 | 59 | 64 | −5   |                                                          |
| 15   | Crevillente Industrial C. F. (D) | 22   | 30 | 9  | 4 | 17 | 49 | 59 | −10  | Descenso a Categoría Regional                            |
| 16   | C. D. Almoradí (D)               | 19   | 30 | 7  | 5 | 18 | 30 | 88 | −58  | Descenso a Categoría Regional                            |

 Fuente: Fútbol Regional

### Grupo XI
| Pos. | Equipo                      | Pts. | PJ | G  | E  | P  | GF | GC | Dif. | Clasificación                                            |
| ---- | --------------------------- | ---- | -- | -- | -- | -- | -- | -- | ---- | -------------------------------------------------------- |
| 1    | C. D. Hispania              | 39   | 28 | 18 | 3  | 7  | 59 | 30 | +29  | Acceso a Promoción de ascenso para campeones de grupo    |
| 2    | Atlético Malagueño          | 36   | 28 | 13 | 10 | 5  | 40 | 16 | +24  | Acceso a Promoción de ascenso para subcampeones de grupo |
| 3    | Antequera C. F.             | 36   | 28 | 15 | 6  | 7  | 53 | 27 | +26  |                                                          |
| 4    | Adra C. F.                  | 35   | 28 | 15 | 5  | 8  | 38 | 27 | +11  |                                                          |
| 5    | Écija C. F.                 | 32   | 28 | 14 | 4  | 10 | 51 | 32 | +19  |                                                          |
| 6    | Recreativo Granada          | 30   | 28 | 12 | 6  | 10 | 52 | 41 | +11  |                                                          |
| 7    | C. D. Linares               | 29   | 28 | 13 | 3  | 12 | 51 | 44 | +7   |                                                          |
| 8    | C. D. Fuengirola            | 29   | 28 | 12 | 5  | 11 | 35 | 42 | −7   |                                                          |
| 9    | Atlético Prieguense         | 28   | 28 | 11 | 6  | 11 | 37 | 35 | +2   |                                                          |
| 10   | Atlético Cordobés           | 27   | 28 | 12 | 3  | 13 | 50 | 37 | +13  |                                                          |
| 11   | C. D. Iliturgi              | 27   | 28 | 11 | 5  | 12 | 43 | 65 | −22  |                                                          |
| 12   | C. D. Ronda                 | 26   | 28 | 11 | 4  | 13 | 39 | 43 | −4   |                                                          |
| 13   | C. D. Veleño E. D.          | 26   | 28 | 9  | 8  | 11 | 26 | 41 | −15  |                                                          |
| 14   | C. D. Riffien Jaddú         | 17   | 28 | 5  | 7  | 16 | 29 | 51 | −22  |                                                          |
| 15   | C. D. Alhaurino             | 3    | 28 | 0  | 3  | 25 | 20 | 92 | −72  | Descenso a Categoría Regional                            |
| 16   | Peñarroya-Pueblonuevo C. F. | 0    | 0  | 0  | 0  | 0  | 0  | 0  | 0    | Descenso a Categoría Regional                            |

 Fuente: Fútbol Regional

### Grupo XII
| Pos. | Equipo                 | Pts. | PJ | G  | E | P  | GF | GC | Dif. | Clasificación                                            |
| ---- | ---------------------- | ---- | -- | -- | - | -- | -- | -- | ---- | -------------------------------------------------------- |
| 1    | Atlético de Ceuta      | 46   | 30 | 22 | 2 | 6  | 87 | 20 | +67  | Acceso a Promoción de ascenso para campeones de grupo    |
| 2    | Algeciras C. F.        | 45   | 30 | 21 | 3 | 6  | 86 | 19 | +67  | Acceso a Promoción de ascenso para subcampeones de grupo |
| 3    | Balón de Cádiz C. F.   | 42   | 30 | 19 | 4 | 7  | 65 | 28 | +37  |                                                          |
| 4    | Recreatovo Portuense   | 40   | 30 | 17 | 6 | 7  | 69 | 43 | +26  |                                                          |
| 5    | C. D. Kimber-Utrera    | 36   | 30 | 15 | 6 | 9  | 52 | 41 | +11  |                                                          |
| 6    | Ayamonte C. F.         | 32   | 30 | 14 | 4 | 12 | 45 | 44 | +1   |                                                          |
| 7    | R. B. Linense          | 32   | 30 | 13 | 6 | 11 | 52 | 41 | +11  |                                                          |
| 8    | Coria C. F.            | 31   | 30 | 14 | 3 | 13 | 45 | 56 | −11  |                                                          |
| 9    | Jerez Industrial C. F. | 29   | 30 | 13 | 3 | 14 | 41 | 38 | +3   |                                                          |
| 10   | Puerto Real C. F.      | 27   | 30 | 10 | 7 | 13 | 42 | 50 | −8   |                                                          |
| 11   | Riotinto Balompié      | 27   | 30 | 11 | 5 | 14 | 42 | 53 | −11  |                                                          |
| 12   | Jerez C. D.            | 25   | 30 | 10 | 5 | 15 | 42 | 49 | −7   |                                                          |
| 13   | La Palma C. F.         | 20   | 30 | 9  | 2 | 19 | 27 | 67 | −40  |                                                          |
| 14   | Barbate C. F.          | 19   | 30 | 8  | 5 | 17 | 38 | 72 | −34  |                                                          |
| 15   | U. D. Tarifa (D)       | 16   | 30 | 6  | 4 | 20 | 26 | 67 | −41  | Descenso a Categoría Regional                            |
| 16   | Bollullos C. F. (D)    | 11   | 30 | 2  | 7 | 21 | 23 | 94 | −71  | Descenso a Categoría Regional                            |

 Fuente: Fútbol Regional

### Grupo XIII
| Pos. | Equipo                              | Pts. | PJ | G  | E  | P  | GF | GC | Dif. | Clasificación                                            |
| ---- | ----------------------------------- | ---- | -- | -- | -- | -- | -- | -- | ---- | -------------------------------------------------------- |
| 1    | C. D. Béjar Industrial              | 47   | 30 | 21 | 5  | 4  | 71 | 25 | +46  | Acceso a Promoción de ascenso para campeones de grupo    |
| 2    | Palencia C. F.                      | 45   | 30 | 20 | 5  | 5  | 87 | 27 | +60  | Acceso a Promoción de ascenso para subcampeones de grupo |
| 3    | C. D. Cacereño                      | 44   | 30 | 20 | 4  | 6  | 86 | 26 | +60  |                                                          |
| 4    | Cultural Leonesa                    | 39   | 30 | 17 | 5  | 8  | 64 | 35 | +29  |                                                          |
| 5    | Recreativo Europa Delicias          | 34   | 30 | 14 | 6  | 10 | 64 | 37 | +27  |                                                          |
| 6    | C. D. Salmantino                    | 31   | 30 | 13 | 5  | 12 | 40 | 44 | −4   |                                                          |
| 7    | C. D. Juventud del Círculo Católico | 29   | 30 | 10 | 9  | 11 | 36 | 38 | −2   |                                                          |
| 8    | S. D. Hullera Vasco-Leonesa         | 28   | 30 | 12 | 4  | 14 | 59 | 63 | −4   |                                                          |
| 9    | La Bañeza C. F.                     | 26   | 30 | 11 | 4  | 15 | 34 | 56 | −22  |                                                          |
| 10   | C. D. Plasencia                     | 26   | 30 | 10 | 6  | 14 | 46 | 64 | −18  |                                                          |
| 11   | S. D. Ponferradina                  | 26   | 30 | 10 | 6  | 14 | 51 | 50 | +1   |                                                          |
| 12   | Ciudad Rodrigo C. F.                | 23   | 30 | 8  | 7  | 15 | 55 | 80 | −25  |                                                          |
| 13   | S. D. Gimnástica Arandina           | 23   | 30 | 10 | 3  | 17 | 43 | 84 | −41  |                                                          |
| 14   | C. D. Peñaranda de Bracamonte       | 22   | 30 | 9  | 4  | 17 | 34 | 71 | −37  |                                                          |
| 15   | C. D. Astorga                       | 22   | 30 | 6  | 10 | 14 | 31 | 52 | −21  |                                                          |
| 16   | C. D. San Pedro de Ponferrada       | 15   | 30 | 4  | 7  | 19 | 20 | 70 | −50  |                                                          |

 Fuente: Fútbol Regional

### Grupo XIV
| Pos. | Equipo                     | Pts. | PJ | G  | E  | P  | GF | GC | Dif. | Clasificación                                            |
| ---- | -------------------------- | ---- | -- | -- | -- | -- | -- | -- | ---- | -------------------------------------------------------- |
| 1    | C. F. Calvo Sotelo         | 50   | 30 | 24 | 2  | 4  | 75 | 26 | +49  | Acceso a Promoción de ascenso para campeones de grupo    |
| 2    | A. D. Rayo Vallecano       | 41   | 30 | 14 | 13 | 3  | 53 | 30 | +23  | Acceso a Promoción de ascenso para subcampeones de grupo |
| 3    | C. D. Badajoz              | 39   | 30 | 19 | 1  | 10 | 59 | 31 | +28  |                                                          |
| 4    | Tomelloso C. F.            | 34   | 30 | 13 | 8  | 9  | 50 | 31 | +19  |                                                          |
| 5    | Madrileño C. F.            | 33   | 30 | 14 | 5  | 11 | 41 | 37 | +4   |                                                          |
| 6    | C. F. Extremadura          | 31   | 30 | 11 | 9  | 10 | 51 | 38 | +13  |                                                          |
| 7    | C. D. Villarrobledo        | 31   | 30 | 12 | 7  | 11 | 36 | 43 | −7   |                                                          |
| 8    | R. S. D. Alcalá            | 28   | 30 | 9  | 10 | 11 | 36 | 44 | −8   |                                                          |
| 9    | S. D. Emeritense           | 27   | 30 | 12 | 3  | 15 | 40 | 48 | −8   |                                                          |
| 10   | S. D. Gimnástica Segoviana | 27   | 30 | 10 | 7  | 13 | 38 | 44 | −6   |                                                          |
| 11   | C. D. Manchego             | 25   | 30 | 10 | 5  | 15 | 38 | 46 | −8   |                                                          |
| 12   | Alcázar C. F.              | 25   | 30 | 12 | 1  | 17 | 43 | 58 | −15  |                                                          |
| 13   | U. B. Conquense            | 25   | 30 | 7  | 11 | 12 | 47 | 50 | −3   |                                                          |
| 14   | C. D. Carabanchel          | 24   | 30 | 8  | 8  | 14 | 42 | 61 | −19  |                                                          |
| 15   | Aranjuez C. F.             | 22   | 30 | 8  | 6  | 16 | 37 | 62 | −25  |                                                          |
| 16   | Getafe Deportivo           | 18   | 30 | 5  | 8  | 17 | 30 | 67 | −37  |                                                          |

 Fuente: Fútbol Regional

## Promoción de ascenso a Segunda División

### Equipos clasificados
Los siguientes equipos se clasificaron para la promoción de ascenso a Segunda División:
En negrita se indican los equipos que ascendieron a Segunda División.
| Grupo I        | Grupo II            | Grupo III                      | Grupo IV              | Grupo V        |
| -------------- | ------------------- | ------------------------------ | --------------------- | -------------- |
| 1º Club Ferrol | 1º Caudal Deportivo | 1º Club Baracaldo Altos Hornos | 1º SD Eibar           | 1º CD Numancia |
| 2º CD Lugo     | 2º CD Llaranes      | 2º Arenas Club                 | 2º Real Unión de Irún | 2º SD Huesca   |

| Grupo VI            | Grupo VII        | Grupo VIII               | Grupo IX         | Grupo X                  |
| ------------------- | ---------------- | ------------------------ | ---------------- | ------------------------ |
| 1º CD Fabra y Coats | 1º CD Europa     | 1º UD Mahón              | 1º Onteniente CF | 1º CD Abarán             |
| 2º CF Badalona      | 2º CD Hospitalet | 2º CD Atlético Ciudadela | 2º CD Alcoyano   | 2º Orihuela Deportiva CF |

| Grupo XI              | Grupo XII         | Grupo XIII             | Grupo XIV            |
| --------------------- | ----------------- | ---------------------- | -------------------- |
| 1º CD Hispania        | 1º Atlético Ceuta | 1º CD Béjar Industrial | 1º CF Calvo Sotelo   |
| 2º Atlético Malagueño | 2º Algeciras CF   | 2º Palencia CF         | 2º AD Rayo Vallecano |

|  | Clasificado para la Promoción de campeones de grupo ( si obtuvo el ascenso)                          |
|  | Clasificado para la Promoción de subcampeones de grupo y de segunda división ( si obtuvo el ascenso) |

### Equipos ascendidos
Los siguientes equipos ascendieron a Segunda División:
| - Club Deportivo Abarán | - Algeciras Club de Fútbol | - Club Atlético de Ceuta | - Club de Fútbol Badalona | - Club Deportivo Europa | - Centro de Deportes Hospitalet | - Onteniente Club de Fútbol |